# جو برينارد
جو برينارد (بالإنجليزية: Joe Brainard)‏ هو رسام وكاتب ومؤلف وفنان وشاعر أمريكي، ولد في 11 مارس 1942 في سالم في الولايات المتحدة، وتوفي في 25 مايو 1994 في نيويورك في الولايات المتحدة.

## وصلات خارجية
- جو برينارد على موقع ديسكوغز (الإنجليزية)